# Samsung Galaxy 550
Samsung Galaxy 550 (I5500) — смартфон начального уровня от компании Samsung на мобильной операционной системе Android семейства Samsung Galaxy. Эта модель смартфона появилась в июне 2010 года. Модель известна под многими именами, на каждом из рынков её можно встретить в том или ином наименовании. Например, в России это Galaxy — 550, в Европе — Galaxy 5, в небольшом числе стран — Corby Smartphone. Каждый рынок выбирал своё название в зависимости от того, как хотел позиционировать это устройство. С одной стороны, это может быть продолжение линейки Corby, её вершина. По дизайну аппарат совпадает с этой моделью. Но с другой стороны, это может быть самый дешевый смартфон в линейке Galaxy. Поэтому и возникает вопрос позиционирования, к какому семейству на каком рынке присоединить этот аппарат. От изысков по присоединению модели её суть не меняется, это был один из самых недорогих смартфонов на Android, в линейке от Samsung.

## Технические характеристики
- Тип устройства: Смартфон
- Год выпуска (анонс): 08.06.2010
- Поколение связи: 3G, 2G
- Стандарт связи: UMTS / W-CDMA, GSM

Частотный диапазон
- UMTS / W-CDMA: 2100, 900
- GSM: 1900, 1800, 900, 850
- Операционная система: Android OS
- Версия Android OS: v2.1
- Процессор: 600 MHz

Дисплей:
- Тип: TFT
- Сенсор: Емкостный
- Диагональ экрана: 2.8
- Разрешение: 240 x 320 pix
- Цветность, количество оттенков: 262 144
- Дополнительные возможности: Сенсорное управление, Акселерометр

Корпус и клавиатура:
- Тип, форм-фактор: моноблок (классический)
- Управление и ввод данных: Сенсорный дисплей, Многопозиционная клавиша / Джойстик
- Длина: 108 мм
- Ширина: 56 мм
- Толщина: 12 мм
- Вес: 102 г

Коммуникационные возможности
- Обмен сообщениями: MMS, SMS, Электронная почта, Instant Messaging Service
- Передача данных, поддерживаемый стандарт: Bluetooth, GPRS, EDGE, Wi-Fi (Wireless LAN), HSDPA
- Версия GPRS: class 10
- Версия Bluetooth: 2.1
- Профиль Bluetooth: A2DP (передача стереосигнала), AVRCP (управление Audio/ Video совместимыми устройствами)
- Версия Wi-Fi: 802.11b, 802.11g
- Разъемы (порты ввода / вывода): Micro USB
- Версия USB: 2.0
- Audio разъем: 3.5 мм

Мультимедиа
- Audio: AAC, AAC++, AAC+, AMR, MP3, WAV, WMA, eAAC+
- Video: 3GPP (3GP) / H.263 / MPEG-4, H.264 / AVC / MPEG-4 Part 10

## Описание
Типичный дизайн в стиле Samsung Corby, чёрная лицевая поверхность, хромированная окантовка на боковой стороне. Задняя панель полностью глянцевая, на ней остаются следы от рук. Качество сборки хорошее, аппарат не скрипит, нет люфта задней крышки. Разъем для карт памяти находится как раз под ней. Хорошо лежит в руках, не выскальзывает. Большой плюс по сравнению со многими Android —телефонами, наличие аппаратных клавиш посыла вызова/отбоя, а также четыре дополнительных клавиши. К сожалению, эти клавиши не имеют подсветки, в темноте становится не очень удобно ими пользоваться, особенно если не запомнить их расположение. На левой боковой стороне находится спаренная клавиша регулировки громкости, там же за пластиковой заглушкой, прикрепленной к корпусу — microUSB разъем. На верхнем торце — 3.5 разъем для гарнитуры.

### Дисплей
Дисплей выполнен по емкостной технологии, но не поддерживается мультитач, что зависит от диагонали экрана, в данном случае, она всего 2.8 дюйма. Разрешение экрана 240х320 точек, что является абсолютным минимумом на любом Android-телефоне. Фактически, можно говорить о том, что Android изначально не рассчитан на такое разрешение, и позднее мы поговорим, как переработали UI, чтобы он был удобен на таком небольшом экране. Работа проделана большая, за счет этого аппарат в повседневном плане довольно удобен. Тип экрана TFT, отражает до 262 000 цветов. На солнце экран выцветает, играет роль небольшой размер, да и сам экран не слишком яркий. В помещении качество картинки нормальное, но не более того. Это дешевая матрица, и ждать от неё чрезмерной яркости, отличного отображения цветов, не стоит. Этим экран явно проигрывает как Motorola Quench XT5, так и HTC WildFire. Такой экран допустим в линейке Samsung Corby, но на фоне моделей на Android он смотрится довольно архаично. И это самое слабое место аппарата. На экране помещается до 12 строк текста, пара служебных строк. Шрифты неплохие, но при кинетической прокрутке и вообще любой прокрутке списков шрифты сливаются в одну картинку. Не хватает разрешения экрана.

### Память
В аппарате 170 МБ встроенной памяти, доступной пользователю. Карты памяти microSD, они расположены на боковой стороне под задней крышкой. Поддерживается «горячая» замена, карты до 32 ГБ работают безо всяких проблем. Аппарат имеет процессор с частотой 600 МГц, учитывая размер экрана, он работает довольно шустро.

### Аккумулятор
В аппарате используется Li-Ion аккумулятор емкостью 1200 мАч. В стандартных условиях (30-40 минут разговоров в день, отправка 10-15 текстовых сообщений, настроенный аккаунт Gmail с автоматической проверкой и доставкой почты) наш аппарат без проблем работал сутки. Если использовать аппарат не так интенсивно, то он может проработать около 2-3 дней. Это очень неплохие показатели для Android-телефона. Заявленное время работы для этого аппарата в режиме разговора — до 9.5 часов в 2G (6.5 3G), в режиме ожидания — до 521 часа (375 часов 3G).

### Камера
Обычная 2-мегапиксельная камера, без вспышки. Надо помнить, что даже небольшое загрязнение или следы от рук на камере ухудшают качество снимков. Камера ниже среднего, характерная для бюджетного сегмента. Видео записывается в формате 3gp (кодек h.263) со скоростью 15 кадров в секунду. Запись звука ведется с использованием кодека amr. Разрешение для видео — 320x240 точек. Настроек видеозаписи нет, как и в случае с фото.

### Особенности программного обеспечения
Телефон работает под управлением Éclair (2.1), но версия ОС сильно переработана под разрешение экрана, и это видно буквально в каждом приложении и меню. Клавиатура имеет установленный изначально Swype, как для горизонтальной, так и вертикальной ориентации и соответствующих клавиатур. Музыкальные возможности аппарата привычны, есть поддержка режима 5.1 для наушников, звук становится объемным. Качество проигрывания музыки неплохое, аппарат звучит хорошо.